# Menhir de Woinville
Le menhir de Woinville est un menhir situé à Buxières-sous-les-Côtes, dans le département de la Meuse en région Grand Est. 

## Situation
Le menhir de Woinville se trouve à l'ouest de Woinville, une ancienne commune française associée à la commune de Buxières-sous-les-Côtes depuis 1973. À environ 2,8 km à l'ouest, sur la commune de Saint-Mihiel, se trouve la pierre de la Dame Schone, haute de 2,2 mètres.

## Description
Ce menhir néolithique d'environ 1,6 m de haut, avec une coupe et quelques traces de taille, est l'un des rares menhirs de la région historique et culturelle de Lorraine. Il se trouve dans le parc du domaine de Pomone.

## Protection
Le menhir a été classé monument historique par arrêté du 7 décembre 2000.